# Форт-Лаптон (Колорадо)
Форт-Лаптон (англ. Fort Lupton) — місто (англ. city) в США, в окрузі Велд штату Колорадо. Населення — 7955 осіб (2020).

## Географія
Форт-Лаптон розташований за координатами 40°5′6″ пн. ш. 104°47′40″ зх. д. / 40.08500° пн. ш. 104.79444° зх. д. (40.084972, -104.794416).  За даними Бюро перепису населення США в 2010 році місто мало площу 18,72 км², з яких 18,62 км² — суходіл та 0,10 км² — водойми. В 2017 році площа становила 27,18 км², з яких 27,05 км² — суходіл та 0,12 км² — водойми.

## Демографія
Згідно з переписом 2010 року, у місті мешкало 7377 осіб у 2391 домогосподарстві у складі 1820 родин. Густота населення становила 394 особи/км².  Було 2534 помешкання (135/км²).
Расовий склад населення:
| - 72,1 % — білих - 1,6 % — корінних американців - 0,9 % — азіатів - 0,6 % — чорних або афроамериканців - 0,1 % — вихідців з тихоокеанських островів - 21,4 % — осіб інших рас |

До двох чи більше рас належало 3,4 %. Частка іспаномовних становила 55,0 % від усіх жителів.
За віковим діапазоном населення розподілялося таким чином: 30,8 % — особи молодші 18 років, 60,7 % — особи у віці 18—64 років, 8,5 % — особи у віці 65 років та старші. Медіана віку мешканця становила 31,4 року. На 100 осіб жіночої статі у місті припадало 97,3 чоловіків;  на 100 жінок у віці від 18 років та старших — 94,6 чоловіків також старших 18 років.
Середній дохід на одне домашнє господарство  становив 59 669 доларів США (медіана — 50 191), а середній дохід на одну сім'ю — 64 639 доларів (медіана — 54 968). Медіана доходів становила 42 060 доларів для чоловіків та 30 720 доларів для жінок. За межею бідності перебувало 13,5 % осіб, у тому числі 19,2 % дітей у віці до 18 років та 20,1 % осіб у віці 65 років та старших.
Цивільне працевлаштоване населення становило 3455 осіб. Основні галузі зайнятості: освіта, охорона здоров'я та соціальна допомога — 21,3 %, роздрібна торгівля — 12,4 %, виробництво — 12,3 %.